# 相馬順胤

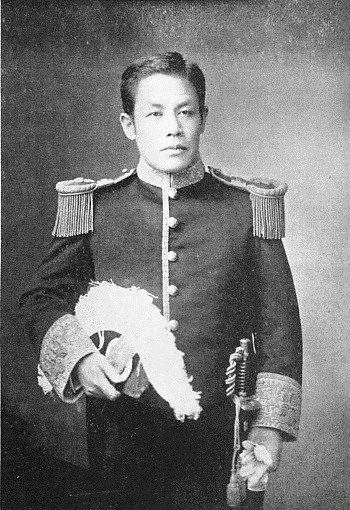
相馬順胤

相馬 順胤（そうま ありたね、1863年11月10日（文久3年9月29日） - 1919年（大正8年）2月13日）は、旧陸奥中村藩主の相馬子爵家第30代当主。

## 経歴
相馬中村藩の藩主（大名）である相馬充胤の四男。幼名は亀五郎。慶應義塾卒業。妻は有馬道純の娘硯子。子に孟胤。
明治維新にともなう士族授産については、全家禄を償却した。
1885年（明治18年）、異母兄の相馬誠胤を不当に監禁したとして、旧・相馬中村藩士の錦織剛清により告発された。一方、相馬家側も錦織を誣告罪として告訴した。（1892年（明治25年））3月、誠胤の死去により、家督を相続した。翌年、誠胤を毒殺したとして錦織により告訴されたものの、無罪となった。1895年、相馬家側は錦織を訴え、誣告罪で有罪とされた。
大正初期（1910年代）近衛家より邸宅の西側の敷地1万5千坪を購入。1915年（大正4年）その地に邸宅を建て、内幸町より転居した。